# Mesoscincus schwartzei
Espèce
Synonymes
- Eumeces schwartzei Fischer, 1884

Statut de conservation UICN

 LC  : Préoccupation mineure
Mesoscincus schwartzei est une espèce de sauriens de la famille des Scincidae.

## Répartition
Cette espèce se rencontre :
- au Mexique dans les États du Yucatán, de Tabasco et de Campeche ;
- au Guatemala ;
- au Belize.

## Étymologie
Cette espèce est nommée en l'honneur de E. W. E. Schwartze.

## Publication originale
- Fischer, 1884 : Herpetologische Bemerkungen. Abhandlungen aus dem Gebiete der Naturwissenschaften Herausgegeben vom naturwissenschaftlichen Verein in Hamburg, vol. 8, no 2, p. 43-51 (texte intégral).